# Huali Industrial Group
Huali Industrial Group («Хуали Индастриал Груп») — китайская обувная компания, один из крупнейших в мире контрактных производителей спортивной обуви. В 2022 году в рейтинге Forbes Global 2000 компания заняла 1959-е место. Контрольный пакет акций Huali Industrial Group принадлежит семье тайваньского миллиардера Чжана Цунъюаня, основавшего компанию в 2004 году.  

## История
В 1990 году тайваньский бизнесмен Чжан Цунъюань основал с партнёрами в Гонконге компанию Liangxing Industrial. В 1995 году Liangxing Group вышла на Гонконгскую фондовую биржу и позже была переименована в Symphony Holdings; в том же 1995 году началось сотрудничество Чжана с американским брендом Converse; в 1999 году в Чжуншане был открыт производственный центр группы; в 2001 году началось сотрудничество с американским брендом UGG, а в 2004 году — с американским брендом Vans. В том же 2004 году Чжан Цунъюань основал в Чжуншане Huali Industrial Group, в которую позже были влиты все активы Symphony Holdings. В 2005 году была основана дочерняя фабрика Aurora во Вьетнаме, в 2006 году — вьетнамская фабрика Stateway, в 2008 году — вьетнамские фабрики Sun Jade и Continuance, в 2010 году — вьетнамские фабрики Roll Sport, Annora, Adora, Aleron и Aresa.
В 2011 году началось сотрудничество с французским брендом Hoka One One и была основана вьетнамская фабрика Panta Group; в 2012 году началось сотрудничество с американской компанией Nike, а в 2013 году — с немецкой компанией Puma. В 2014 году началось строительство фабрики в Доминике и были основаны вьетнамские фабрики Alena и Amara, в 2015 году — вьетнамская фабрика Venus.
В 2016 году объём отгрузки готовой продукции превысил 100 млн пар в год; в 2017 году в Чжуншане была основана дочерняя фабрика Tengxing (производство трикотажного верха обуви). В 2018 году началось сотрудничество с американским брендом Under Armour; в 2019 году выпуск продукции превысил 180 млн пар в год. В 2020 году выручка Huali составила 13,9 млрд юаней (2,1 млрд долларов США), чистая прибыль — 1,9 млрд юаней, компания имела 21 фабрику в Китае, Вьетнаме, Мьянме и Доминике. В 2021 году Huali Industrial Group вышла на Шэньчжэньскую фондовую биржу, состояние Чжан Цунъюаня составило 13,8 млрд долларов, а выпуск продукции превысил 200 млн пар в год. 
После ввода в апреле 2025 года властями США огромных тарифов против Китая акции компании обвалились.

## Деятельность
Huali Industrial Group разрабатывает дизайн и производит спортивную и туристическую обувь для бега, ходьбы и походов, а также для занятий баскетболом и скейтбордингом, лыжные ботинки, тёплые угги, сандалии и шлёпанцы. Крупнейшими заказчиками Huali являются мировые гиганты Nike, Converse, Vans, UGG, Under Armour, Columbia, Puma и Hoka One One.
Штаб-квартира и дизайнерский центр Huali Industrial Group расположены в Чжуншане; обувные фабрики компании находятся в Гуандуне и Чжэцзяне (КНР), Вьетнаме, Мьянме, Индонезии и Доминике, торговые центры — в Чжуншане, Гонконге и на Тайване. По итогам 2024 года основные продажи пришлись на США (20,41 млрд юаней) и Европу (3,06 млрд юаней).

### Структура
В состав Huali Industrial Group входит несколько десятков дочерних компаний:
- Китай — Zhongshan Jingmei Footwear, Zhongshan Teng Xing Textiles & Technology, Zhijie Footwear Technical Service, United Well Trading, Zhongshan Li Chuan Trading, Great Ascent Trading, Nice Elite International и Grand Galactica Enterprises;
- Вьетнам — Annora Vietnam Footwear, Aurora Vietnam Industrial Footwear, Amara Vietnam Footwear, Alena Vietnam Footwear, Athena Vietnam Footwear, Adora Vietnam Footwear, Aleron Vietnam Footwear, Roll Sport Vietnam Footwear, Sun Jade Vietnam Footwear и Venus Vietnam Footwear;
- Индонезия — Adonia Footwear Indonesia, Aberdeen Footwear Indonesia, Aroma Footwear Indonesia и Armada Footwear Indonesia;
- Мьянма — Adonia Footwear;
- Доминика — Sun Jade International Footwear.

## Акционеры
По состоянию на 2024 год контрольный пакет акций группы принадлежал основателям — Чжан Цунъюаню и Чжан Чжибану; основными институциональными инвесторами Huali Industrial Group были Fullgoal Fund Management (10,31 %), China Southern Asset Management (4,5 %), Shenzhen Yongcheng Capital Management (3,75 %), Bank of Communications (3,32 %), E Fund Management (3,18 %), Invesco Great Wall Fund Management (3,17 %) и Industrial Securities Asset Management (2,88 %).